# Све има бољи укус уз сланину
Све има бољи укус уз сланину: 70 сјајних рецепата за сваки оброк у току дана је књига о кувању са сланином коју је написала Сара Пери. Она је аутор, критичар хране и колумниста за The Oregonian. Књигу је објавио Chronicle Books првог маја две хиљаде друге године у Сједињеним Америчким Државама, а издање на француском језику је објавио Les Éditions de l'Homme у Монтреалу две хиљаде четврте године. У њему, Пери описује свој оригиналан концепт рецепата у којем се комбинују шећер и сланина. Њена књига укључује и рецепте за јела са укусом сланине и дезерте.
Књига има претежно позитивне критике и њени рецепти су укључени у Најбоље рецепте у Америци 2003—2004. St. Petersburg Times га је описао као „једног од најинтересантнијих и најуникатнијих” објављених кувара, Pittsburgh Post-Gazette га је истакао у чланку „Омиљени кувари 2002” и The Denver Post га је уврстио у листу најбољих кувара 2002. Рецензија у Toronto Staru је критиковала Перин мањак креативности у избору рецепата. Рецепти су објављивани у сродним куварима.

## Позадина
Сара Пери је грађанин Портланда, Орегон и колумниста за The Oregonian, радио критичар ресторана и аутор кувара. Пре Све има бољи укус уз сланину је написала четири књиге:The New Complete Coffee Book, The New Tea Book, Christmastime Treats и Weekends with the Kids. Њен лектор у Chronicle Books—у је предложио сланину као тему кувара. Популарност сланине и њена употреба су се повећавали, али је Пери веровала да би мањак рецепата отежао писање књиге. Позивајући се на своју склоност према шунки печеној са медом, комбиновала је шећер и сланину да направи јело. Пери је схватила да сланина може да се користи као зачин ради додавања укуса јелима, укључујући салате и тестенине. Приметила је да сланина појачава слатке и слане укусе у храни. Све има бољи укус уз сланину је објавио Chronicle Books на енглеском језику првог маја две хиљаде друге године. Малопродајна цена књиге је била 18.95 америчких долара у почетном издању. Верзију на француском језику је објавио Les Editions de l'Homme две хиљаде четврте године као део серије „Tout un plat!” („Какво јело!”)

## Резиме садржаја
Пери описује своје утиске о сланини у уводу књиге, сматрајући да јој њен мирис док се припрема помаже да започне дан и даје јој осећај смирености. Почетак књиге се бави фразом "bringing home the bacon" у којој сланина (bacon) представља зараду односно приход; упознаје читаоца са врстама сланина и описује методе складиштења односно чувања. Књига нуди 70 рецепата за јела са укусом сланине у девет поглавља подељеним по темама укључујући и доручак, лиснато поврће, јела са тестенином, прилоге, дезерте и предјела. Рецепти обухватају и сендвиче са сланином прављене са другачијим састојцима, хрскави прелив за сладолед од сланине, и кору за питу са сланином. Понуђене су методе за припремање сланине на шпорету, у рерни или на роштиљу ради истицања укуса и изгледа. Књига је илустрована фотографијама Sheri Giblin.

## Одзив
Све има бољи укус уз сланину је добио позитивне коментаре од читалаца и критичара хране. Chicago Tribune је објавио да је продато 30000 копија за месец дана. Janet F. Keeler из St. Petersburg је дала позитивне коментаре на наслов књиге. Keeler је интервјуисала Fran McCullough—а, аутораThe Best American Recipes 2003–2004(Најбољи рецепти у Америци 2003—2004). Она је том приликом рекла да је Аткинс дијета (заснива се на повећаном уносу меса уместо угљених хидрата) допринела повећаној конзумацији сланине. Уврстила га је у „један до најинтересантнјих и најункатнијух” објављених кувара. Гиблинине фотографије су добиле похвале до Cindy Hoedel из The Kansas City Star−а. Књижевни критичар Dwight Garner из Њујорк Тајмса је укључио у листу омиљених скорашњих издања. Рецензија је критиковала ауторове рецепте за дезерте, али су се сви сложили око повећања употребе сланине у кувању.
The Arizona Daily Star је истакао књигу у њиховом одељку "Hot Reads". Асистент Texas Taste уредника, Laura H. Ehret,је написала да књига успешно преноси искуство конзумирања сланине својим читаоцима. Marty Meitus је написала за Rocky Mountain News да јој је књига отворила апетит за јела са сланином. Meitus је препоручила свим читаоцима дезерте укључујуи и хрскави колач са лешником и сланином, колачиће са путером од кикирикија и сланином, хрскаву питу од јабука са преливом од тамног шећера и сланине и многе друге. Steve Smith, шеф кухиње у ресторану Dixon's Downtown Grill у Денверу, је био инспирисан Периним дезертом ‘Maple Sundae’ и искористио га је да направи свој сладолед од макадамије и сланине.
Marlene Parrish је за Pittsburgh Post-Gazette написала повољну рецензију истичући је у „Омиљеним куварима 2002”. Написала је да је уживала испробавајући рецепте из кувара. Parrish је додала да би се Роберту Аткинсу, творацу Аткинс дијете, свидео чизбургер са горгонзолом и сланином. The Denver Post је укључио кувар у листу најбољих кувара 2002. Још један чланак истих новина је истакао јела попут ''Spaghetti alla Carbonara'' и ''Cobb salad''. Рецензија у Toronto Staru је критиковала Перин мањак креативности у избору рецепата.Закључак рецензије је да је кувар добар у односу на друге на тржишту, уз мањак свеобухватности и малим укупним бројем рецепата. Michele Anna Jordan из The Press Democrat−а је похвалила Перин рад и додала да је ауторова страст према теми заразна.

## Утицај
Према Chicago Sun-Times−у и St. Petersburg Times−у, Све има бољи укус уз сланину је ниша међу куварима. Пери је изнела да је сланина прошла кроз ренесансни период. Christian Science Monitor је у чланку из 2003. приметио да се сланина све више и више користи као састојак иако је избегаван због нутрициониста. Рецепти из кувара су сврстани у Најбоље рецепте у Америци 2003—2004: годишњи избор најбољих књига, часописа и новина. Перин рецепт за ‘сочне рачиће умотане у сланину’ се појавио у кувару из 2003: Smoke & Spice: Cooking with Smoke, the Real Way to Barbecue. Fran McCullough, аутор Најбољих рецепата у Америци, је рекао да је кувар изненађујући додатак овој области. The Atlantic је рекао да је после три године од објављивања, сланина постала позната као чоколада или маслиново уље. Leah A. Zeldes је приметила 2006. у чланку за Chicago Sun-Timesда је кувар допринео резвитку свести о прилагодљивости сланине у јелима. У својој књизи Hungry Monkey 2009. године аутор Matthew Amster-Burton је прокоментарисао феномен сланине и кувара на ту тему попут The Bacon Cookbook и Seduced by Bacon. У чланку из 2013 за британски часопис The Independent кувар је назван примером повећаног интересовања за свињским месом.